# Nikolái Golovin
Nikolái Nikoláievich Golovín (en ruso: Николай Николаевич Головин; 4 de diciembre de 1875 - 10 de enero de 1944) fue un general del Ejército Imperial Ruso e historiador militar.

## Biografía
Desde 1908, Golovín fue profesor de táctica en la Academia de Estado Mayor.
A principios de la Primera Guerra Mundial, Golovín comandaba la Guardia Leib de húsares de Grodno. Después fue transferido al personal del 9.º Ejército del general Lechitsky como Intendente-General (Director de operaciones), y en 1916 como Jefe de Estado Mayor del 7.º Ejército. En 1917, era Jefe de Estado Mayor del Frente rumano.
Tras la Revolución rusa y la disolución del ejército, se retiró a Odesa donde vivió en la oscuridad hasta que la victoria de las Potencias Centrales en noviembre de 1918 y la apertura del Mar Negro le permitieron trasladarse en diciembre a Europa Occidental.
En otoño de 1919, viajó de París a través de Vladivostok a Siberia para unirse a las fuerzas "blancas" anti-bolcheviques del Almirante Kolchak. Se supuso que Golovín sería el Jefe de Estado Mayor del ejército de Kolchak. Pero cuando llegó a Omsk, el ejército de Kolchak ya se estaba retirando en desorden. Golovín decidió que la situación era desesperada y no tomó el mando, retornando a Vladivostok y Europa.
Mientras vivió como emigrado en París produjo numerosos libros y artículos sobre teoría e historia militar. Recopiló documentos de historia rusa para la biblioteca de la Institución Hoover. Falleció en París en 1944 y está enterrado en el cementerio ruso en Sainte-Geneviève-des-Bois. Tras su fallecimiento, la colección de documentos personales de Golovín también fue depositada en el archivo de la Institución Hoover.

## Obras

### Libros
- El problema del Pacífico en el siglo veinte (en inglés). 1922 (coautor con el almirante Aleksandr Bubnov)
- El Ejército Ruso en la I Guerra Mundial. New Haven, Yale University Press, 1931.
- La Campaña Rusa de 1914: Los Inicios de la Guerra y Operaciones en Prusia Oriental. Fort Leavenworth, KS,  The Command and General Staff School Press, 1933.
- Estrategia aérea. 1936.

### Artículos
- Great battle for Galicia: A Study in Strategy Archivado el 3 de marzo de 2016 en Wayback Machine. The Slavonic Review, Vol. 5, No. 13 (Jun., 1926), pp. 25–47
- Brusilov's Offensive: The Galician Battle of 1916. The Slavonic and East European Review, Vol. 13, No. 39 (Apr., 1935), pp. 571–596
- The Russian War Plan of 1914. The Slavonic and East European Review, Vol. 14, No. 42 (Apr., 1936), pp. 564–584.
- The Russian War Plan of 1914: II. The Execution of the Plan. The Slavonic and East European Review, Vol. 15, No. 43 (Jul., 1936), pp. 70–90